# 상망동
상망동(上望洞)은 대한민국 경상북도 영주시의 동이다.

## 개요
상망동은 배치암이라는 선비가 이곳을 개척한 후 치바위 아래서 살았는데 거기서 마을을 넘어다 보인다고 하여 ‘망동’ 또는 ‘보름골’이라 불렀으며, 치바위 위의 마을이라 하여 상망동이라고 칭하게 되었다.

## 법정동
- 상망동
- 조와동
- 하망동

## 교육
- 영광고등학교

## 아파트
- 한국토지신탁
  - 상망동 코아루 - 2007년 10월 입주 / 우정건설㈜
- 영주자이 시그니처 - 2026년 11월 (예정) / GS건설